# Hans Köhler (Mediziner, 1941)
Hans Köhler (* 8. Oktober 1941 in Ludwigsburg; † 4. Juli 2024) war ein deutscher Arzt (Facharzt für Innere Medizin und Nephrologie), Hochschullehrer und Klinikmanager.

## Leben
Hans Köhler studierte von 1963 bis 1969 Medizin an der Justus-Liebig-Universität Gießen und wurde dort promoviert. Nach der Medizinalassistentenzeit in Gießen und Saarbrücken war er bis 1971 Assistenzarzt an der Abteilung für Chirurgie der Nordseeklinik Westerland/Sylt. Danach begann er seine Facharztausbildung zum Internisten an der Johannes Gutenberg-Universität Mainz bei Hanns Peter Wolff. 1978 habilitierte er sich mit dem Thema „Kolloidale Volumenersatzmittel bei terminaler Niereninsuffizienz“ und wurde zum Professor für Innere Medizin ernannt. 1981 wurde er Leiter der Nephrologie des Uniklinikums und des KfH Dialysezentrums Mainz und war Mitbegründer des Mainzer Nierentransplantationszentrums. Als zentrales wissenschaftliches Thema entwickelte sich in Zusammenarbeit mit der Arbeitsgruppe von Karl-Hermann Meyer zum Büschenfelde die „zelluläre und humorale Immunantwort bei Niereninsuffizienz“. Parallel entstanden Arbeiten zur Urinanalyse, wie die Beschreibung der Akanthozyturie als charakteristischem Marker einer glomerulären Hämaturie und die Erstbeschreibung der Sterno-kosto-klavikulären Hyperostose.

## Wirken
Nach einer Gastprofessur bei Terry Strom an der Division of Clinical Immunology der Harvard Medical School Boston 1990 und der Ablehnung eines Rufes an die Berliner Charité als Direktor der Klinik für Innere Medizin V – Nephrologie, nahm er den Ruf als Professor für Innere Medizin und Nephrologie an der Universität des Saarlandes an. Von 1993 bis 2007 war er Direktor der Klinik für Innere Medizin mit dem Schwerpunkt Nieren- und Hochdruckkrankheiten am Universitätsklinikum des Saarlandes, Homburg.
Von 2004 bis 2010 war Köhler Ärztlicher Direktor und Vorstandsvorsitzender des Universitätsklinikums des Saarlandes (UKS), zunächst im Nebenamt und ab 2007 hauptamtlich. Seine Amtszeit war geprägt durch die Umsetzung einer neuen Rechtsform mit erhöhter Selbständigkeit des UKS und der baulichen Erneuerung des Klinikums auf der Grundlage eines erarbeiteten Masterplanes. Danach war er bis 2012 für das Saarländische Ministerium für Gesundheit und Verbraucherschutz vorwiegend im Rahmen der Krankenhausplanung tätig.

## Mitgliedschaften
Von 1980 bis 2007 war Köhler Mitglied des erweiterten Vorstandes der Deutschen Arbeitsgemeinschaft für Klinische Nephrologie (DAGKN) und hier von 1993 bis 2007 Leiter der Kommission für Hygiene und Infektionskrankheiten sowie Vertreter des Saarlandes. Von 1999 bis 2006 wirkte Köhler im Vorstand der Gesellschaft für Nephrologie (Deutschland, Österreich, Schweiz) und war 2005 Präsident des in Saarbrücken stattfindenden Kongresses für Nephrologie. Von 2001 bis 2003 war Köhler erster Vorsitzender der Saarländisch-Pfälzischen Internistengesellschaft (SPIG) und zuvor 1999 Präsident der Saarbrücker Jahrestagung. Von 1993 bis 2007 war er Landesbeauftragter der deutschen Hochdruckliga für das Saarland und von 1994 bis 2003 Vorsitzender des Nephrologischen Arbeitskreis Saar-Pfalz-Mosel (NAKSPM).